# Lorenzo Brunelli
Lorenzo Brunelli (Bagnoregio, 20 giugno 1588 – 1648) è stato un compositore italiano.

## Biografia
Lorenzo Brunelli nacque a Bagnoregio il 20 giugno 1588, come risulta dal libro dei battesimi della chiesa Cattedrale di S. Donato. Fratello del più famoso Antonio Brunelli, anch'egli musicista e compositore.

## Opere
- Concerti Ecclesiastici [op. 1] - Venezia, Magni, (1629)

## Fonti
Emiliano Ramacci: La famiglia di Antonio Brunelli a Bagnoregio in: Musiche D'Ingegno, Pisa, Pacini, 1999.